# Америчка Девичанска Острва на Светском првенству у атлетици у дворани 2004.
Америчка Девичанска Острва су учествовала на 10. Светском првенству у атлетици у дворани 2004. одржаном у Будимпешти од 5. до 7. марта. То је било седмо светско првенство у дворани на којем су учествовала. Репрезентацију је представљала једна атлетичарка који се такмичила у трци на 60 метара.
Такмичарка Америчких Девичанских Острва није освојио ниједну медаљу, али је оборила лични рекорд.

## Учесници
Жене:
- Валма Бејс — 60 метара

## Резултати

### Жене
| Атлетичарка | Дисциплина | Лични рекорд | Квалификације | Квалификације | Полуфинале            | Полуфинале            | Финале                | Финале       | Детаљи |
| Атлетичарка | Дисциплина | Лични рекорд | Резултат      | Место         | Резултат              | Место                 | Резултат              | Место        | Детаљи |
| ----------- | ---------- | ------------ | ------------- | ------------- | --------------------- | --------------------- | --------------------- | ------------ | ------ |
| Валма Бејс  | 60 м       | 7,59         | 7,53 ЛР       | 7. у гр. 1    | Није се квалификовала | Није се квалификовала | Није се квалификовала | 28 / 34 (37) |        |